# Krisår
Krisår är en roman skriven av Gösta Gustaf-Janson och utgiven 1931.

## Handling
Krisår är en uppväxtskildring i skuggan av första världskriget. Den unge huvudpersonen växer upp i överklassförorten Rydsholm.
Boken skildrar klassmotsättningar, studentliv, militärtjänstgöring, lite av den tidens politiska frågor med mera. 